# Stor-Kattajärven
Stor-Kattajärven är en sjö i Örnsköldsviks kommun i Ångermanland och ingår i Ångermanälvens huvudavrinningsområde. Sjön har en area på 0,145 kvadratkilometer och ligger 280,6 meter över havet.

## Delavrinningsområde
Stor-Kattajärven ingår i det delavrinningsområde (704329-158298) som SMHI kallar för Utloppet av Stor-Kattajärven. Medelhöjden är 331 meter över havet och ytan är 2,12 kvadratkilometer. Det finns inga avrinningsområden uppströms utan avrinningsområdet är högsta punkten. Vattendraget som avvattnar avrinningsområdet har biflödesordning 5, vilket innebär att vattnet flödar genom totalt 5 vattendrag innan det når havet efter 169 kilometer. Avrinningsområdet består mestadels av skog (88 procent). Avrinningsområdet har 0,15 kvadratkilometer vattenytor vilket ger det en sjöprocent på 6,8 procent.